# Garci Rodríguez de Montalvo
Garci Rodríguez (Ordóñez) de Montalvo (asi 1450 – asi 1505) byl španělský spisovatel pozdního středověku, autor prvního známého vydání rytířského románu Amadís Waleský.

## Život
O jeho životě toho není příliš známo, praktiky pouze to, co na sebe prozradil sám. Pocházel z vesnice Villa de Montalbo v provincii Cuenca, v průběhu reconquisty byl ve službách katolických Veličenstev Ferdinanda II. Aragonského a Isabely Kastilské. Poté byl rychtářem v Medině del Campo a velkým milovníkem lovu. Roku 1482 byl povýšen do šlechtického stavu (stal se hidalgem, tedy příslušníkem nižším šlechty). Podle nezaručených zpráv zemřel roku 1505.

## Dílo
Rodriguez de Montalvo je autorem první dochované verze rytířského románu Amadís Waleský. V letech 1480 až 1492 sepsal o Amadísovi čtyři knihy, z nichž první tři převzal (pravděpodobně s určitými úpravami) z nedochovaného portugalského textu od jinak neznámého Vasca de Lobeyry († 1403, dle jiných již 1325). a čtvrtou vytvořil sám. První známé vydání jeho Amadíse s názvem Los cuatro libros del virtuoso caballero Amadís de Gaula je z roku 1508 ze Zaragozy,, ale román zřejmě vyšel již dříve.
Román měl ve své době díky velké napínavosti děje okamžitě obrovský úspěch a získal velkou proslulost. Dočkal se jednak celé řady dalších vydání a také mnoha překladů a pokračování (nejen ve španělštině, ale také v italštině a němčině), až se nakonec rozrostl v románový cyklus obsahující celkem dvacet čtyři knih. Samotný Montalvo je autorem páté knihy cyklu s názvem Las sergas de Esplandián (1492), která vypráví o osudech Amadísova syna. První známé vydání této knihy je ze Sevilly z roku 1510, ale i zde je pravděpodobné, že kniha vyšla již dříve. Rytířská tematika, která se ale s amadísovským kultem vrátila do Evropy s již proměněnou sociální realitou, působila často až exoticky a stala se proto později terčem parodie v Cervantesově románu Důmyslný rytíř Don Quijote de la Mancha (dva díly, 1605, 1615).

## Původ jména Kalifornie
Montalvo se nechtěně stal autorem jména Kalifornie. Ve svém díle Las sergas de Esplandián totiž popisuje mytický ostrov Ínsula California ležící západně od Indie, plný zlatých pokladů a obydlený Amazonkami. Španělští conquistadoři, pátrající po tomto ostrově, byli přesvědčeni, že jej našli u západního pobřeží Severní Ameriky a pojmenovali tak Kalifornský poloostrov, o kterém se domnívali, že jde o ostrov.

## Česká vydání
- Příběhy chrabrého rytíře Amadise Waleského, Odeon, Praha 1974, přeložil Luděk Kult, vydání obsahuje první tři nejstarší a nejautentičtější knihy Montalvova zpracování.